# Ciocalypta aciculata
Ciocalypta aciculata är en svampdjursart som beskrevs av Carter 1885. Ciocalypta aciculata ingår i släktet Ciocalypta och familjen Halichondriidae. Inga underarter finns listade i Catalogue of Life.